# Lernaeodiscus okadai
Lernaeodiscus okadai is een krabbezakjessoort uit de familie van de Lernaeodiscidae. De wetenschappelijke naam van de soort is voor het eerst geldig gepubliceerd in 1937 door Van Baal.